# 孟顏
孟顏（1515年—？），字學顏，山西澤州人，民籍，明朝政治人物。

## 生平
嘉靖十六年（1537年）丁酉科山西鄉試第三名舉人。嘉靖十七年（1538年）中式戊戌科進士。

## 家族
曾祖孟彪，贈太僕寺少卿 加贈都察院右副都御史；祖父孟春，通議大夫吏部左侍郎；父孟陽，行人 贈監察御史。母顏氏（封孺人）。永感下。